# فتح‌الله مافی
فتح‌الله مافی سیاست‌مدار ایرانی بود، که در دوره بیست و چهارم مجلس شورای ملی به عنوان نماینده ماهنشان از استان زنجان در مجلس شورای ملی حضور داشت.